# ラッキー&ヘブン
『ラッキー&ヘブン』は、ザ・クロマニヨンズの11thアルバムである。2017年10月11日にリリース。

## 概要
- 2017年8月30日にリリースした16thシングル「どん底」を含む全12曲収録。
- 音源は全編モノラルでの収録となっている。

## 収録曲
| 全編曲: ザ・クロマニヨンズ。 |                          |            |       |
| #                            | タイトル                 | 作詞・作曲 | 時間  |
| 1.                           | 「デカしていこう」       | 真島昌利   | 2:19  |
| 2.                           | 「流れ弾」               | 甲本ヒロト | 3:30  |
| 3.                           | 「どん底」               | 真島昌利   | 2:52  |
| 4.                           | 「足のはやい無口な女子」 | 真島昌利   | 4:02  |
| 5.                           | 「ハッセンハッピャク」   | 甲本ヒロト | 4:03  |
| 6.                           | 「嗚呼! もう夏は!」      | 甲本ヒロト | 2:51  |
| 7.                           | 「盆踊り」               | 真島昌利   | 2:12  |
| 8.                           | 「ユウマヅメ」           | 甲本ヒロト | 2:50  |
| 9.                           | 「ルンダナベイビー」     | 甲本ヒロト | 3:38  |
| 10.                          | 「ワンゴー」             | 甲本ヒロト | 2:47  |
| 11.                          | 「ジャッカル」           | 真島昌利   | 3:34  |
| 12.                          | 「散歩」                 | 真島昌利   | 4:11  |
| 合計時間:                    | 合計時間:                | 合計時間:  | 38:49 |

## 参加アーティスト
ザ・クロマニヨンズ
- 甲本ヒロト（ボーカル）
- 真島昌利（ギター）
- 小林勝（ベース）
- 桐田勝治（ドラムス）